# Sveta aliansa
Sveta aliansa je bila politična in vojaška zveza, ki so jo 26. septembra 1815 podpisali vladarji Ruskega carstva (Aleksander I.), Avstrijskega cesarstva (Franc I.) in Prusije (Friderik Viljem III.) z namenom obdržanja državne ureditve, določene na dunajskem kongresu in preprečiti širjenje idej francoske revolucije. Kasneje so zvezi pristopile preostale evropske države razen Združenega kraljestva in Osmanskega imperija.
Sveta aliansa je zatirala narodno revolucionarna gibanja, ki so ogrožala politično ureditev Evrope. Temu so nasprotovali predvsem izobraženci in meščani, ki so bili seznanjeni s prednostmi francoske ureditve. Zahtevali so demokratično ureditev, človekove pravice in osebno svobodo. Združili so se v liberalno opozicijo.
Predstavniki Svete alianse so se večkrat zbrali na kongresih, leta 1821 je potekal kongres Svete alianse v Ljubljani.
Aliansa je razpadla leta 1830 zaradi notranjih sporov. Usodni spor je bilo nasprotovanje avstrijskega kanclerja kneza Metternicha ustanovitvi neodvisne Grčije.